# 武汉交通

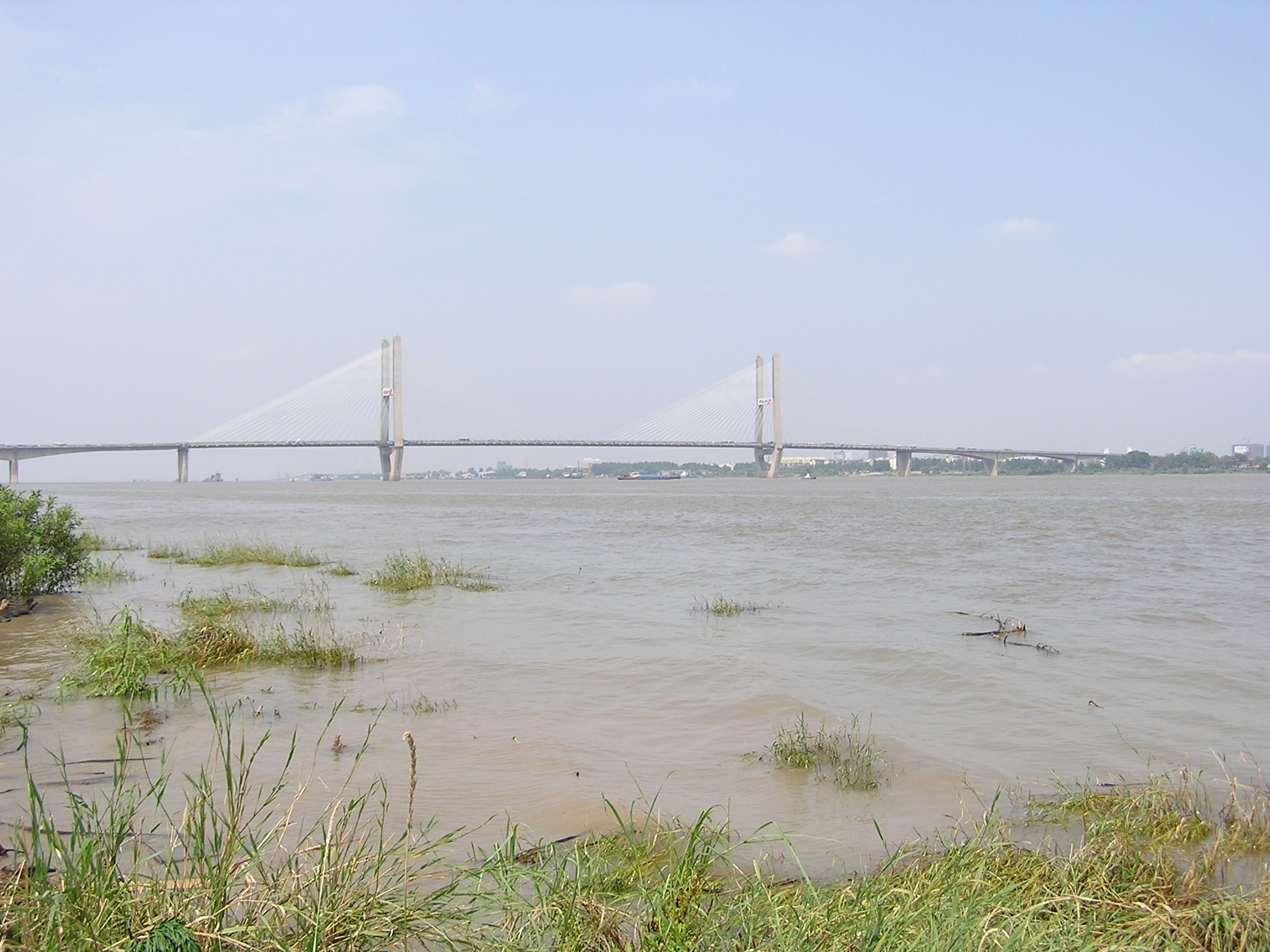
武汉长江二桥

武汉市位于江汉汇流处，水运便利，明清时期就有“九省通衢”的美称。近代京汉铁路和粤汉铁路等铁路的陆续建成，以及后续的国道、高速公路、高铁（含动车组）、机场的建设，使武汉成为中国最重要的水陆空综合交通枢纽之一。

## 城际交通
2009年，武汉获批中国首个综合交通枢纽研究试点城市，更是将武汉的交通优势地位推上又一个高峰。该年底，武汉站的开始运营，标志着武汉“高铁时代”的到来，使武汉成为中國高速铁路枢纽城市。随着2011年石武客运专线、汉宜客运专线和武汉城市圈城际铁路等22个铁路项目建成运行，武汉将成为中国铁路“两纵两横”的交汇点，路网主枢纽和客运中心。届时，从武汉到周边1000公里范围的北京、上海等城市，只要4-5小时，半小时直达武汉城市圈兄弟城市。

### 公路

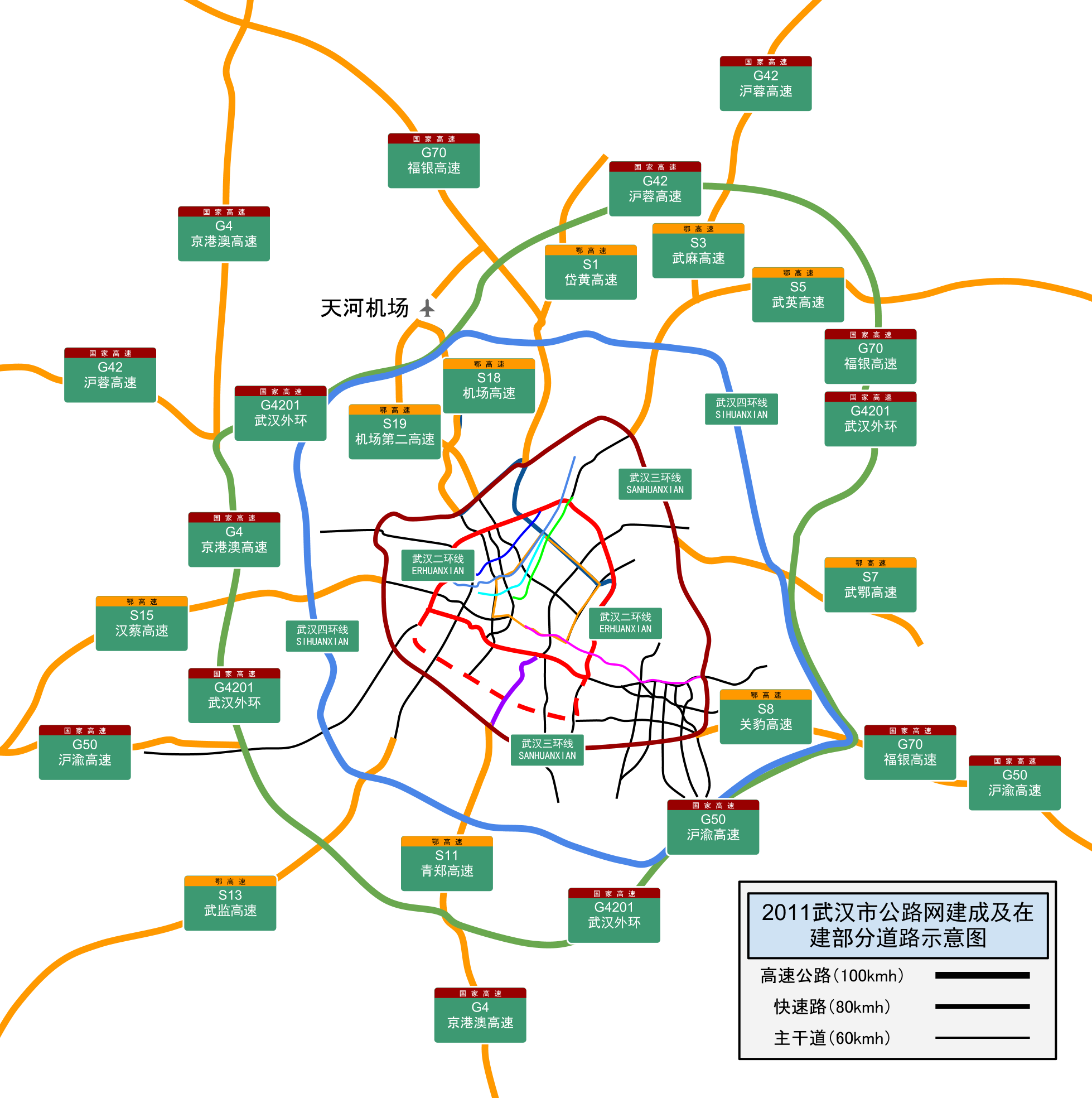

- 国道：316国道、318国道、107国道在此交汇。
- 高速公路：京珠高速公路、沪蓉高速公路、汉十高速公路在此交汇，武汉市内有天河机场高速公路、武汉外环高速公路等高速公路，以及武汉二环线等城市市内高速路。

国家公路“两纵两横”规划的京珠、沪蓉高速公路主干线在武汉交汇。316国道、318国道、107国道也在此交汇。2009年，武汉7条高速出口通道全面建成，境内高速公路通车里程高达530公里，与全长188公里的武汉外环线，贯通由6座长江大桥组成的内环、三环、外环线，构建起武汉到6个远城区政府所在地半小时、到城市圈8个城市1小时、到周边省会城市4小时交通圈。“十一五”期末，武汉公路总里程达12000公里，公路密度达149.5公里/百平方公里，高速公路通车里程达到600公里，在中国省会城市中位居前列。与此同时，武汉市也在加强市内快速路的建设，截至2011年底，已建成武汉大道、白沙洲大道、武汉二环线（除汉阳段外）等市内快速路。

### 铁路
武汉是中国最为重要的铁路枢纽之一，位于京广铁路、汉丹铁路、长荆铁路、武九铁路、武麻铁路交汇处。京广铁路穿城而过，京九铁路从市东北角的新洲区穿过，另有京广高铁和合武铁路。武昌火车站、汉口火车站和武汉火车站构成了武汉客运枢纽。武昌南编组站、市北郊已建成的“亚洲最大编组站”武汉北编组站构成了武汉货运枢纽。有中国18个铁路局（集团）之一的武汉铁路局。
武汉市目前与北京、郑州、长沙、广州、合肥、南京、上海间每日都有动车组往返，与北京西之间的首发城际列车(含动车组)多达7对，同时与南昌间有高速列车相通，与省内主要城市咸宁、宜昌、十堰、襄阳、黄石、随州之间都有管内城际特快列车往返。
武汉素称“九省通衢”，是国内重要的交通枢纽，距北京、上海、广州、成都、西安等大城市均在1000公里左右；京广、京九、武九、汉丹等4条铁路干线与京珠、沪蓉高速公路会聚于此。沪汉蓉高铁的重要部分合武铁路已于2008年通车，武汉至上海只需5个小时，至南京、合肥更加快捷。往成都的高铁也在建设中。
武广高铁已于2009年12月26日开通，武汉到广州最快约3小时，武汉成为了目前国内惟一被两条高铁贯穿而过的城市，也是中国仅有的三个拥有三座一等以上客运火车站的城市之一(武汉火车站、武昌站和汉口站)。
2012年，随着中国四纵四横高铁网络的形成，武汉将成为中国铁路中心，去北京、成都、西安等重要城市基本上都在5小时以内。武汉的区位优势将得到极大巩固。武广高铁开通后，武汉火车站所处的杨春湖畔成为铁路枢纽、城市副中心，武汉九省通衢的地位将得到巩固。

### 航空
作为华中地区航空中心，武汉先后曾有过三个客运机场：南湖机场、王家墩机场、天河国际机场。在南湖机场迁往天河国际机场后，武汉也曾出现一座城市两个客运机场同时使用的情况。其后因武汉市城市开发的需要和航空业务的发展，原在王家墩机场运营的武汉航空公司也迁往武汉天河国际机场。武汉天河机场距离市区大约有16公里，由武汉机场高速公路相连。武汉天河国际机场于1995年4月15日启用，是中部地区第一门户机场、首个4F级机场和144小时过境免签机场。拥有定期通航点76个，可直飞巴黎、伦敦、罗马、迪拜、旧金山、莫斯科 、东京、大阪、首尔、新加坡、曼谷、吉隆坡、胡志明市、悉尼等40多个国际城市；法航、胜安航空、亚洲航空、中华航空等32家航空公司经营武汉航线。武汉天河国际机场也是国家公共航空运输体系确定的全国八大区域性枢纽机场之一。

## 水运
武汉历来是长江的重要港口，有武汉港、阳逻港等。武汉港是长江“黄金水道”的中转站，但随着长江客运航运的衰落，2003年武汉港旅客运输全部消失，武汉港也逐渐转变功能而成为长途汽车站，有发往郊区的旅游专线以及省内及省外的长途客运。目前的武汉客运港仅有旅游包船停靠。2010年3月，国务院正式明确武汉新港为长江中游航运中心，加快长江黄金水道开放开发成为国家战略。目前，武汉新港已恢复阳逻港至上海洋山港、新开通杨泗港至洋山港“江海直达”航线，江海直达船占全市水运总运力的比例达到75%以上。武汉开通了直达日本、韩国、东南亚各国及港澳台地区的不定期货运航线。预计到“十二五”中期，万吨轮船可直达武汉，这意味着武汉新港可在3000公里范围内，与东京、大阪、首尔、新加坡、雅加达等国际城市常年直达。

## 市内交通

### 市内桥梁与隧道

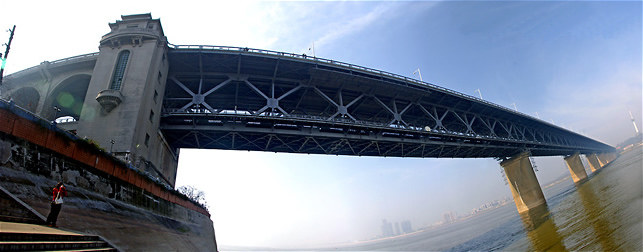
武汉长江大桥

因为独特的地理环境，武汉桥梁众多。长江上从上游到下游依次有长江上从上游到下游依次有军山长江大桥、沌口长江大桥、白沙洲长江大桥、杨泗港长江大桥、鹦鹉洲长江大桥、武汉长江大桥（长江上第一座桥梁、公铁两用桥）、武汉长江二桥、二七长江大桥、天兴洲长江大桥（公铁两用桥）、青山长江大桥、阳逻长江大桥共九座公路大桥和两座公铁两用大桥。汉水上从上游到下游依次有蔡家湾特大桥、蔡甸桥、中法友谊大桥、四环汉江大桥、长丰桥、古田桥、知音桥、铁路桥、月湖桥、江汉桥、晴川桥等八座公路桥和两座铁路桥。
同时，武汉也拥有第一条长江隧道，武汉长江隧道。该隧道2004年11月28日开工，总建设周期45个月，于2008年12月28日调试运行通车。隧道长约3.6公里（含匝道），汉口越江点位在江滩公园附近，胜利街设右进隧道匝道、天津路设右出隧道匝道；武昌越江点位于和平大 道，友谊大道设4条匝道连接。该工程为左、右道隔离的双向4车道公路隧道，设计使用年限100年，可抗6级地震和300年一遇洪水。
武汉三阳路长江隧道工程将于2011年启动，届时其将为长江上第一座公路地铁两用隧道。拟建的三阳路长江隧道，从汉口的三阳路至武昌的秦园路，三阳络长江隧道公路部分为双向6车道，计划与武汉地铁7号线同时开通。
武汉市对通过过江桥梁和隧道的车辆征收武汉市贷款建设城市道路桥梁车辆通行费。

### 公共汽车

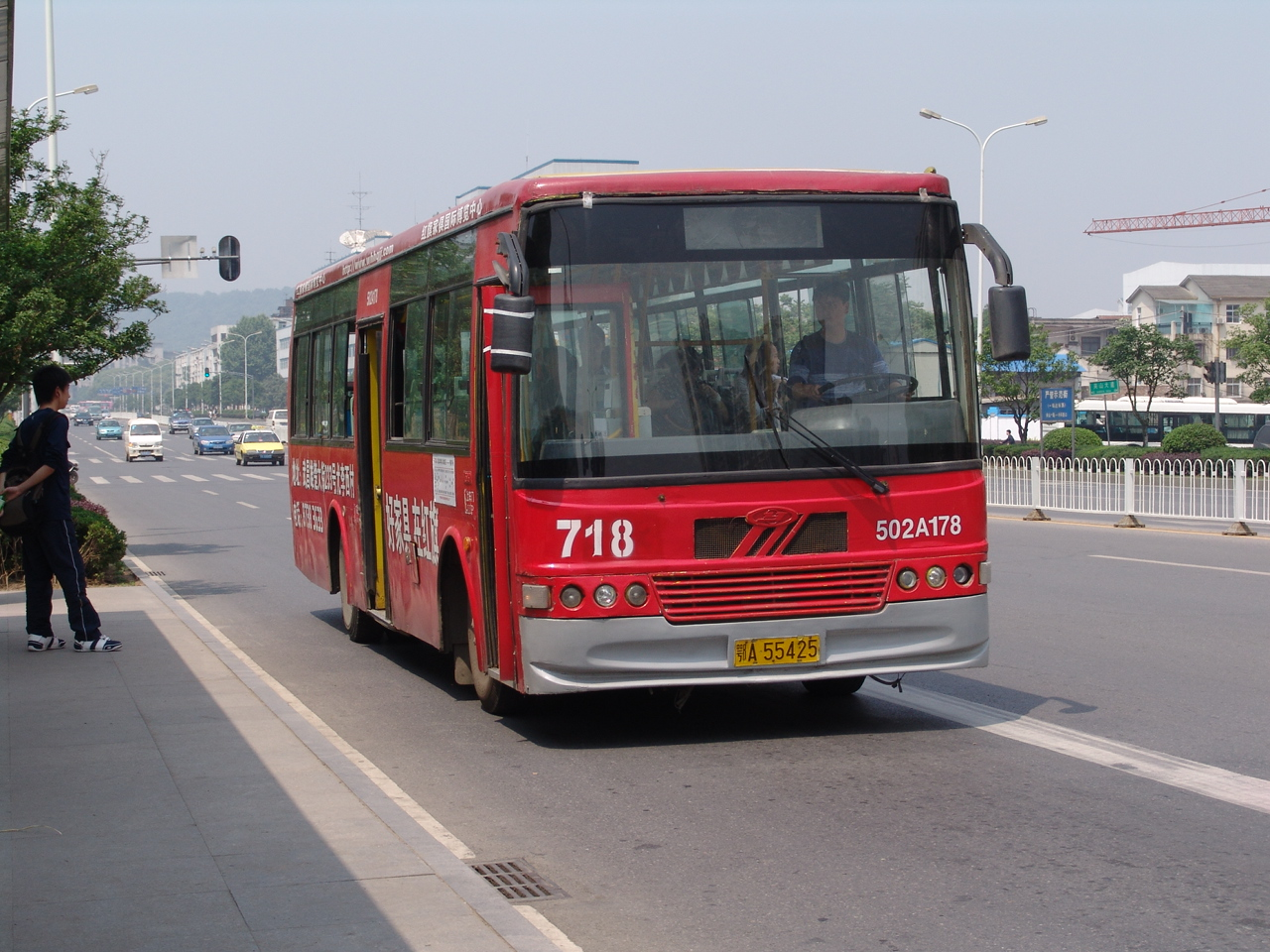
武汉公交(非空调车)主力车型之一：东风扬子江WG6100型客车

武汉最早的公共汽车是从双墩开往五福路的1路，发展至今已经有1、2、3、4、5、6、7、8、9字头公汽线路几百条，以及无轨电车线路7条，清洁能源线路16条（1500辆车），往来于武汉三镇两江四岸之间的轮渡十余条。自2005年武汉市实行城郊公交一体化工程，至今开通多条到黄陂、青山、新洲、江夏等郊区线路，接管个体承包与挂牌经营，取代黑巴、黑的。
2002年，武汉市公共汽车公司、武汉市电车公司、武汉市轮渡公司、武汉市出租汽车公司、武汉市汽车轮渡管理所、武汉市公用客车厂组建成立武汉市公共交通集团，2003年正式挂牌，并且参股武汉通恒公汽有限公司。武汉市公交集团公司位于硚口区硚口路160号。
武汉公交专线车的票价非空调车是1元(刷卡0.8元)，空调车是2元（刷卡1.6元，部分远郊线路刷卡1.8元），双层巴士线路为1.5元（刷卡1.3元），此外郊区线路实行梯形票价。
2015年12月24日，武汉市出台《常规公交换乘优惠实施办法》，90分钟内，使用武汉通卡换乘公交可享受3次优惠，其中，第一次换乘免费，第二次、第三次换乘有折扣。3次以上换乘不优惠，超过90分钟进入下一个换乘计算周期。
换乘优惠包括市内公交、电车、轮渡；暂不包括地铁、轻轨、新城区区内公交。
具体优惠办法为：现刷卡乘车八折优惠的线路，第一次换乘刷卡免费，第二、三次换乘刷卡价六折优惠；现刷卡乘车九折优惠的线路，第一次换乘刷卡免费，第二、三次换乘七折优惠；刷卡定额优惠的双层公交和轮渡（全价1.5元、刷卡1.3元），第一次换乘刷卡免费，第二、三次换乘优惠0.4元。
使用武汉通老年证乘车，第一次换乘不扣减武汉通老年证中的乘车次数，第二次、第三次换乘正常计数。
同一张武汉通卡允许同一时间帮他人代刷，但仅一人可享受换乘优惠。

### 轮渡

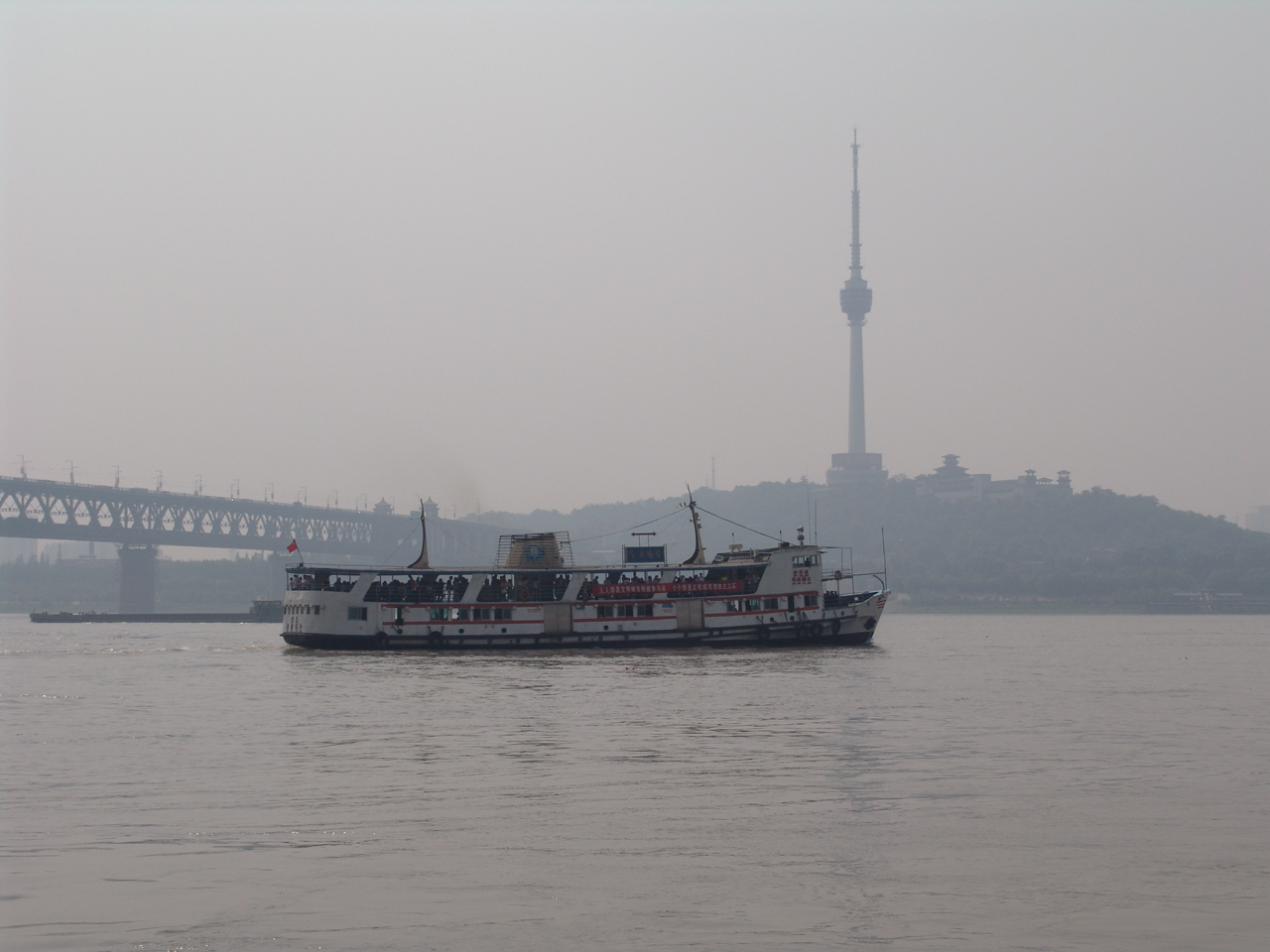
武汉传统过江交通工具——轮渡

### 出租车
武汉市现时有两种出租车车型，计价方式亦有不同：
- 凯旋2.0经典版手动档出租车起步价2公里8元，超过2公里后每公里1.6元，行驶里程超过7公里以上每公里加收每公里租价50%的空驶费；时速低于12公里，每6分钟加收1公里租价的等候费。
- 富康988、爱丽舍、富康两厢出租车起步价2公里内6元，3公里内8元，超过3公里后每公里1.4元，行驶里程超过7公里以上每公里加收公里租价50%的空驶费，时速低于12公里，每6分钟加收1公里租价的等候费。
- 每车次须收取燃料附加费1元。

### 轨道交通
2000年底，投资21.99亿元、总长约10公里的武汉地铁一号线一期工程正式开工，2004年7月28日投入试运营，使得武汉成为中西部地区第一个拥有轨道交通的城市。2010年7月29日，武汉地铁一号线二期开始试运营。除1号线外，2号线地铁2号线一期工程由位于江汉区的金银潭到常青花园，经汉口火车站，沿青年路、解放大道到中山公园，穿江汉路过长江到洪山广场，之后沿中南路到傅家坡，再向东南沿珞喻路到位于洪山区的鲁巷；在江汉路附近过江。全线均为地下线，全长27.985公里，共设车站21座，最大站间距（越江区间）3287m，最小站间距（循江区间）904m，平均站间距1358m。二号线一期工程，2012年12月28日10时开通试运营。一期21座车站分别为：金银潭站、常青花园站、长港路站、汉口火车站、范湖站、王家墩东站、青年路站、中山公园站、循礼门站、江汉路站、积玉桥站、螃蟹岬站、小龟山站、洪山广场站、中南路站、宝通寺站、街道口站、广埠屯站、虎泉站、杨家湾站、光谷广场站。武汉轨道交通现已有轨道交通1号线、2号线、3号线、4号线、5号线、6号线、7号线、8号线、11号线、16号线、19号线和阳逻线共12条线路。
武汉市规划未来的市区轨道交通网由12条线路构成，总长约540公里。根据远景按规划，12条轨道交通线路分为3个层次：第一层次为镇间骨架线路，2、3、4号线跨越两江，连通三镇。第二层次为镇内主干线路，1号线和5号线分别贯穿汉口及武昌镇内的东西方向。第三层次为跨江辅助线路，由6号线，7号线和8号线组成。到2040年，将建成9条地铁干线和3条城市快线，全长约540公里，其中有过江地铁通道7条穿越长江和汉江。届时，有66％的人口和岗位位于地铁站点600米步行半径范围内，全市居民进入武汉市一小时经济圈。

#### 地铁过江隧道
武汉地铁2号线的过长江区段是中国首条地铁过江隧道，于2009年10月16日开始动工，2012年12月28日通车试运营。工程由中铁隧道集团承建，隧道长约3100米，过江段1300米，为双洞双线。其中，隧道武昌风井是武汉主城区最深基坑，开挖深度46米，隧道在江底最深处为水面以下60米；隧道左右两线在江中距离约13米，将修建技术难度较高的5个联络通道，将两条隧道连为一体，供紧急情况下逃生使用。设计寿命100年，可抗6级地震，能抵御300年一遇的长江洪水。
地铁4号线过江隧道也与地铁四号线二期同步通车，从汉阳经地铁四号线可直达武昌火车站和武汉火车站。
地铁7号线的三阳路长江隧道则为公铁两用隧道。

## 武汉主要街道

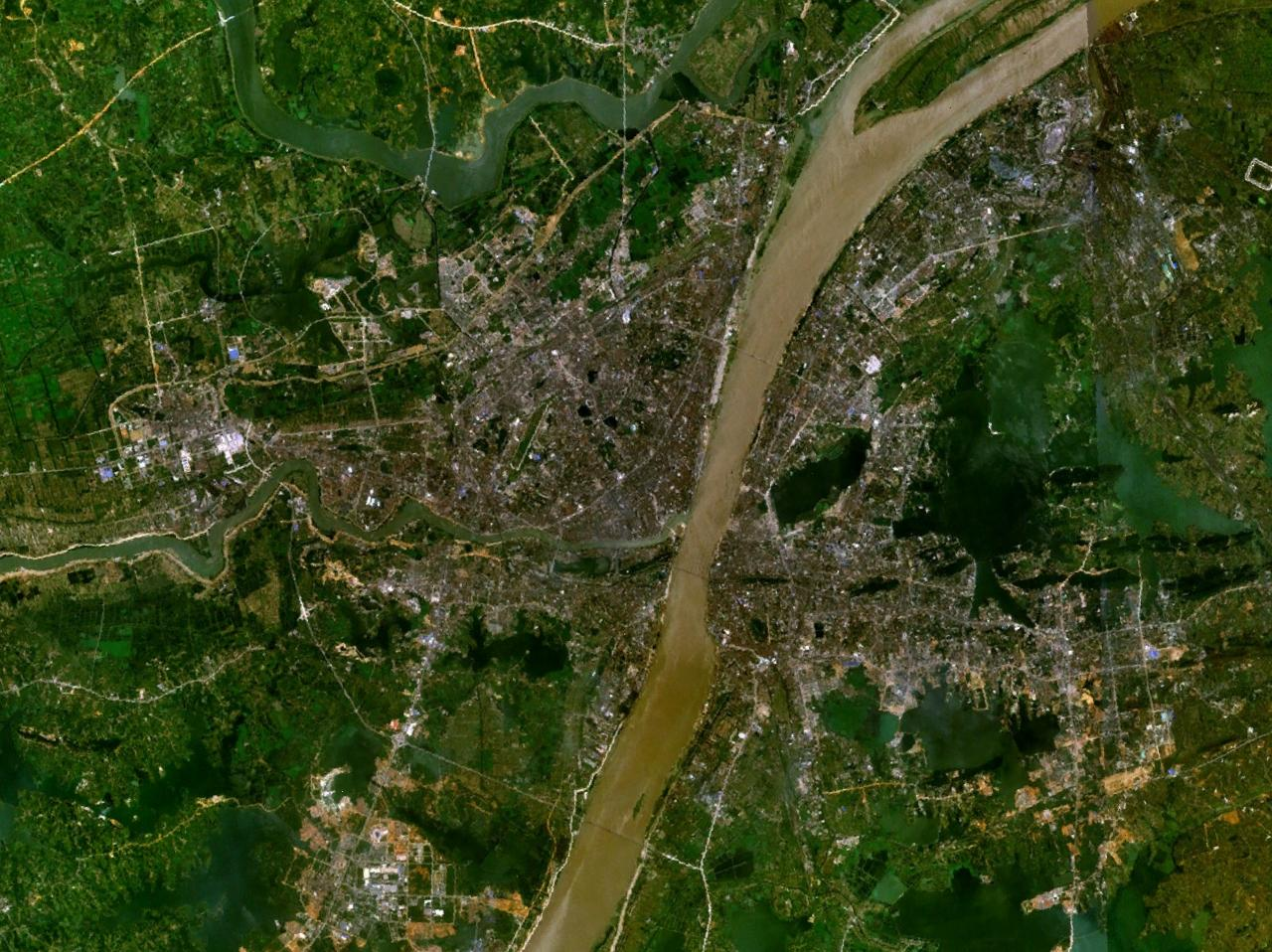
武汉街道卫星地图

### 武昌
雄楚大街、武珞路、珞喻路（市内最长的街道）、珞狮路、中南路、中北路、八一路、中山路、解放路、东湖路、友谊大道、光谷大道、徐东大街、东湖环路、临江大道、和平大道、张之洞路、后长街、丁字桥路、石牌岭路、卓刀泉路、民主路、胭脂路、粮道街、中华路

### 汉口
沿江大道、中山大道、京汉大道（拆除原京汉铁路后建成）、解放大道（黄浦大街路口至航空路口为内环线组成部分）、建设大道（四干道）、发展大道（五干道）、金山大道、汉飞大道（即武汉机场高速路）、汉黄路、黄孝河路（封闭黄孝河建设汉口中心城区下水管网施工后配套改造工程）、解放公园路（武汉市内目前保存最为完好的林荫路）、沿河大道、江汉路（商业步行街）、洞庭街、鄱阳街、胜利街、武胜路、吉庆街、花楼街、民生路、民权路、民族路、三民路、黄浦大街、黎黄陂路、车站路（汉口火车站旧址所在地）、一元路、二曜路、三阳路、四唯路、五福路、六合路、张自忠路、郝梦龄路、山海关路、卢沟桥路、黄浦大街、二七路、百步亭花园路（国家级示范小区）、金桥大道（竹叶山往来后湖地区主要通道）、张公堤、崇仁路、谌家矶大道、澳门路、香港路（武汉市文物市场所在地）、台北路、高雄路、长丰大道、汉西路、古田路、东西湖大道、五环大道、常青路、青年路、新华路、友谊路

### 汉阳
汉阳大道、鹦鹉大道、洗马长街、马鹦路、马沧湖路、江堤中路、沿河大道、龟山北路、腰路堤、琴台大道、墨水湖北路、龙阳大道、东风大道、沌阳大道、拦江路、四新大道、四新南路、江城大道、芳草路、三角湖北路、神龙大道、车城东路、车城南路、车城西路、车城北路、车城大道、硃山湖大道、后官湖大道、枫树一路、枫树二路、枫树三路、枫树四路、枫树五路、枫树南路、全力一路、全力二路、全力三路、全力四路、全力五路、全力南路、全力北路、东荆河路、创业路、兴华路、莲湖路、硃山湖北路、联城路

## 城市交通问题
随着武汉城区的发展，交通堵塞日益成为一大问题，武昌更是近来有取代汉口成为堵车中心的趋势。2006年9月30日，  由于交通信号灯等待时间设置过长和道路狭窄等原因，武汉内环线、长江大桥、解放大道、武珞路出现了严重的交通堵塞，市内交通完全阻塞，引发了媒体的关注。  2006年11月，武汉市政府制定了道路交通调整一系列方案，希望能解决交通堵塞问题，但是交通堵塞依旧难以缓解。武汉正在和已经实施阅马场隧道工程、中南路立交工程、珞狮北路改造工程、八一路改造工程等以彻底解决武昌地区交通问题。